# Companhia Descalvadense
O Ramal Descalvadense foi fundado em 1896 pela Bolsa cafeeira de Descalvado para melhorar o escoamento do café até os trilhos da Companhia Paulista de Estradas de Ferro, até então feitos ao lombo de mulas.

## História
Em 1910, a Cia Paulista compra o ramal definitivamente pois, desde sua fundação, ela já o operava. 
Poucos eram seus horários, apenas 2 trens por dia, 1 pela manha e outro pela tarde, mas era o meio mais rápido de se locomover entre a área rural e a cidade.
Em 1959 a Paulista decide fechar o ramal, já deficitário, e vender seu material. Já em 1960 nada mais restava, seus trilhos foram arrancados e seu material vendido. Algumas locomotivas foram vendidas para outras ferrovias e ainda hoje existem.

## Características
Tinha 14 km de extensão em bitola estreita de 60 cm, saindo da estação da Cia Paulista em direção a Aurora. Era comum o apelido de “trenzinho”, em contrapartida ao “trenzão” da Paulista, por isso ficou conhecido como “Trenzinho da Aurora”. Possuía originalmente 2 locomotivas a vapor e alguns carros de passageiros e vagões de carga.
Havia apenas 3 estações no trajeto – Descalvado, Pântano e Aurora – porém, havia inúmeras paradas no caminho, a mais famosa delas era a “fazenda São Miguel”.